# Sándor Katona
Sándor Katona (Budapeste, 21 de fevereiro de 1943 - 16 de maio de 2009) foi um futebolista húngaro, campeão olímpico. 

## Carreira
Sándor Katona fez parte do elenco medalha de ouro, nos Jogos Olímpicos de 1964.